# Ezhou
Ezhou is een stadsprefectuur in de Chinese provincie Hubei, Volksrepubliek China. De stad ligt direct ten zuidoosten van Wuhan. Het grenst in het zuidoosten aan Huangshi. Bij de volkstelling van 2020 had Ezhou 1.079.353 inwoners.
De stad Enzhou werd in januari 2020 door de Chinese autoriteiten onder quarantaine gesteld vanwege de uitbraak van het coronavirus.